# Deep Silent Complete
„Deep Silent Complete“ je singl od finské kapely Nightwish.

## Seznam skladeb
1. „Deep Silent Complete“ - 3:57
2. „Sleepwalker“ (Previously Unreleased) - 3:07